# Wendell Carter
Wendell Andre Carter Jr (ur. 16 kwietnia 1999 w Atlancie) – amerykański koszykarz, występujący na pozycjach silnego skrzydłowego lub środkowego, obecnie zawodnik Orlando Magic.
W 2017 wystąpił w meczach gwiazd amerykańskich szkół średnich - Nike Hoop Summit, Jordan Brand Classic i McDonald’s All-American, a w 2015 - Nike The Trip. Został też wybrany zawodnikiem roku szkół średnich, pośród wszystkich uczestników spotkania McDonalda (Zawodnik Roku im. Morgana Woottena) oraz graczem roku stanu Georgia (Georgia Gatorade Player of the Year). Wybrano go także do II składu USA Today’s All-USA.
Pochodzi z koszykarskiej rodziny. Jego ojciec - Wendell Sr. grał w koszykówkę na uczelni Delta State, a następnie na Dominikanie. Matka występowała na uczelni Missisipi.
25 marca 2021 został wytransferowany do Orlando Magic.

## Osiągnięcia
Stan na 29 marca 2021, na podstawie, o ile nie zaznaczono inaczej.
NCAA
- Uczestnik rozgrywek Elite 8 turnieju NCAA (2018)
- Zaliczony do
  - I składu najlepszych pierwszorocznych zawodników ACC (2018)
  - II składu ACC (2018)

NBA
- Zaliczony do I składu letniej ligi NBA (2018)
- Powołany do udziału w Rising Stars Challenge (2020 – nie wystąpił z powodu urazu)[6]

Reprezentacja
- Mistrz:
  - świata U–17 (2016)
  - Ameryki U-16 (2015)
  - turnieju:
    - Adidas Nations (2016)
    - Nike Global Challenge (2015)
- Zaliczony do I składu mistrzostw świata U–17 (2016)